# Бой под Иголомью
Бой под Иголомью — одно из сражений Январского восстания произошедшее 9 (21) марта 1863 года между польскими мятежниками, и русскими регулярными войсками.

## Предыстория
После поражения под Гроховиско, большая часть мятежников (более 2000) вместе с генералом Марианом Лангевичем, успела в Опатовце уйти за Вислу. Лангевич уже 8 (20) марта был арестован австрийцами.
Другая, меньшая часть, общим числом до 850 человек возглавляемая повстанческим генералом Юзефом Смичевским 7 (19 марта) 1863 года, двинулась вдоль реки, через местечки Кошице и Нове-Бржеско, к сухопутной границе с Австрией.
В тот же день русские, пройдя Гроховисковский лес по всем направлениям, соединились к вечеру в деревне Велеч, оставленной мятежниками Лангевича за два дня до этого.
Весь день 8 (20 марта) регулярные войска преследовали мятежников и почти нагнали их у деревни Иголомь.

## Бой
Вечером 8 (20) марта 1863 года Смичевскому доложили о приближении регулярных войск к Иголоми. Тогда он приказал большей части мятежников двигаться к селу Чернихуву и в том месте переходить границу. В Иголоми, для прикрытия, осталось все около 50 мятежников занявших оборону в деревне.
Утром 9 (21) марта 1863 год регулярные войска пошли на приступ деревни и после короткой перестрелки заняли её. В бою погибли, или были ранены 40 из 50 мятежников. 10 взяты в плен. Среди убитых был и капитан Вержбинский. Потери регулярного отряда штурмовавшего деревню неизвестны.
Тем не менее благодаря самопожертвованию 50 мятежников, на территорию Австрии удалось вывести более 800 повстанцев.